# Bistum Dallas
Das Bistum Dallas (lat.: Dioecesis Dallasensis) ist eine in Texas in den Vereinigten Staaten gelegene römisch-katholische Diözese mit Sitz in Dallas.

## Geschichte
Das Bistum Dallas wurde am 15. Juli 1890 durch Papst Leo XIII. aus Gebietsabtretungen des Bistums Galveston errichtet. 1891 wurden dem Bistum Dallas Teile des Gebietes des Apostolischen Vikariates Arizona zugeordnet. Am 20. Oktober 1953 wurde das Bistum Dallas in Bistum Dallas-Fort Worth umbenannt. Das Bistum Dallas-Fort Worth wurde am 9. August 1969 in die Bistümer Dallas und Fort Worth geteilt. Das Bistum Dallas gab in seiner Geschichte mehrmals Teile seines Territoriums zur Gründung neuer Bistümer ab. Es untersteht dem Erzbistum San Antonio als Suffraganbistum.
Das Territorium des Bistums Dallas umfasst die Countys Collin, Dallas, Ellis, Fannin, Grayson, Hunt, Kaufman, Navarro und Rockwall im Norden von Texas.

## Bischöfe
- Thomas Francis Brennan, 1891–1892
- Edward Joseph Dunne, 1893–1910
- Joseph Patrick Lynch, 1911–1954
- Thomas Kiely Gorman, 1954–1969
- Thomas Ambrose Tschoepe, 1969–1990
- Charles Victor Grahmann, 1990–2007
- Kevin Joseph Farrell, 2007–2016, dann Kurienbischof
- Edward James Burns, seit 2016